# Киналь Ігор Богданович
Ігор Богданович Киналь (20 лютого 1982, Тернопіль — 17 березня 2008, Митровиця, Косово) — український військовик, миротворець, старший лейтенант внутрішніх військ; заступник командира оперативного взводу. Загинув під час виконання службового обов'язку у складі Спеціального миротворчого підрозділу МВС України в Косово.

## Життєпис
Навчався в Тернопільській школі № 3, яку закінчив зі срібною медаллю.
В органах внутрішніх справ від 2000 року. Закінчив Академію внутрішніх військ МВС України, відмінник бойової і політичної підготовки.
Від 14 грудня 2007 — на посаді заступника командира оперативного взводу Спеціального миротворчого підрозділу МВС України в міжнародній операції ООН з підтримки миру і безпеки в Косово.
17 березня 2008 року, під час проведення спеціальної операції по звільненню захопленої території та приміщення суду в північній частині м. Митровиця, відбулося зіткнення та збройне протистояння між противниками факту проголошення незалежності Косово та поліцейськими силами ООН; протестуючі обстріляли будинок поліцейської станції та закидали територію гранатами. Поранено 21 працівника Спеціального миротворчого підрозділу МВС України в Косово; Ігор Киналь помер від численних осколкових поранень після проведеної хірургічної операції о 22-й год.
Похований у Тернополі, на центральній алеї Міського кладовища біля с. Підгороднього.
Володів англійською та французькою мовою. Захоплювався гірськими лижами.
Залишилися мати Любов Дмитрівна, старша сестра Наталя і кохана дівчина Оксана.

## Вшанування пам'яті
На будівлі школи № 3, у якій навчався Ігор Кіналь, 21 квітня 2008 року встановлена пам'ятна дошка.

### Нагороди
- Орден «За мужність» III ст. (11 квітня 2008) — за мужність і самовіддані дії, виявлені під час виконання спеціального завдання у міжнародній миротворчій операції в Косово (посмертно)[1]
- Нагрудний знак «Хрест Слави» (18 березня 2008)[2]